# Polyceratocarpus microtrichus
Espèce
Synonymes
- Uvaria microtricha Engl. & Diels[1]

Polyceratocarpus microtrichus (Engl. & Diels) Ghesq. ex Pellegr. est une espèce de plantes à fleurs de la famille des Annonaceae et du genre Polyceratocarpus. C'est un arbuste présent en Afrique tropicale.

## Description
C'est un arbuste pouvant atteindre 8 m de hauteur.

## Distribution
Georg August Zenker a découvert le premier spécimen dans le sud du Cameroun, à Bipindi en 1904, puis d'autres au cours des années suivantes, dans la même région, où il a dirigé une plantation jusqu'à sa mort en 1922. En 1907 l'espèce a été décrite par Engler et Diels sous le nom de Uvaria microtricha.
Relativement rare, l'espèce a également été observée au Gabon et au Congo (?).